# Georg Hauer (Theologe)
Georg Hauer (auch Hawer, Hauerius oder Haverius) (* 1484 in Tirschenreuth; † 23. August 1536 in Ingolstadt) war ein deutscher Philologe, katholischer Theologe, Pfarrer und Professor für kanonisches Recht in Ingolstadt. Er verfasste eine damals einflussreiche lateinische Grammatik. 
Georg Hauer studierte ab 1500 an der Universität Leipzig. Danach war er bis 1513 Priester und Lateinlehrer in Passau, von 1513 bis 1518 Pfarrer in Plattling, wo er sich ab 1514 durch einen Pfarrvikar vertreten ließ. 1514 immatrikulierte er sich an der Universität Ingolstadt. Ab 1518 war er in Ingolstadt Pfarrer der Liebfrauenkirche und schließlich ab 1525 – im Tausch mit Johannes Eck – Pfarrer von St. Moriz. Ab Herbst 1518 war er dazu Professor für kanonisches Recht an der Universität Ingolstadt. 1519 wurde er zum Prorektor der Universität gewählt, zwischen 1523 und 1531 war er sechsmal deren Rektor.
Hauer tat sich als katholischer Kontroverstheologe gegen die Lehre Martin Luthers hervor. Bekannt wurde Hauer aber vor allem durch seine ab 1514 wiederholt aufgelegte lateinische Grammatik Puerilia Grammatices, später schlicht Hauerius genannt. Urbanus Rhegius lobte sie. Seine Übersetzung lateinischer Sprichwörter ist eine wertvolle Quelle für heute ausgestorbene deutsche Redensarten und Sprichwörter.

## Veröffentlichungen (Auswahl)
- Puerilia grammatices exercitamenta, Augsburg 1514, 1515, 1517;
- De partibus orationis. Dictera ex Jacobi Wimphelingi theologi adolescentia translata. Augsburg 1516, 1517, 1519.
- Drey christlich predig, vom Salve regina, dem Euangeli unnd heyligen schrift gemeß. Ingolstadt 1523, o. O. 1530
- Annder zwue predig vom Salve regina dem Evangelio und heyligen geschrifft gemeß. Landshut 1526, Dresden 1533
- Ain verantwurtung, gemelts Salve betreffendt, Wider die gewesten pröbst zu Nürmberg. Landshut 1526